# وانغ يوان
وانغ يوان (بالصينية: 王媛) هي منافسة ألعاب القوى صينية، ولدت في 8 أبريل 1976.

## وصلات خارجية
- وانغ يوان على موقع الاتحاد الدولي لألعاب القوى (الإنجليزية)